# Культпросвет (альбом)
Культпросвет — десятый студийный альбом белорусской рок-группы «Ляпис Трубецкой». Альбом завершает собой трилогию «Агитпоп».

## История альбома
Альбом появился в продаже 1 сентября 2009 года, однако в Интернете (а именно в соцсетях «Круги» и «Facebook») его можно было скачать с 24 августа в двух вариантах: с битрейтом 192 или 320 килобит в секунду. Лидер группы Сергей Михалок заявил изданию «Хартия’97»: «Если у какого-то меломана проблема с деньгами, то он может скачать „Культпросвет“ бесплатно или заплатить 10 рублей — за это мы тоже будем благодарны. А какой-нибудь олигарх может кинуть на наш счёт тысячу долларов — если перед этим крепко выпьет».
Это уже второй альбом группы Ляпис Трубецкой, который официально появляется в сети до релиза в магазинах. В 2008 году группа стала первым популярным коллективом в СНГ, выложившим альбом в интернет для бесплатного скачивания. Это был альбом Manifest, вышедший в сентябре 2008 года и распространявшийся через сайты «Афиши» и tut.by.
Некоторые песни были написаны Сергеем Михалком ещё в 2008 году, но в Manifest не вошли. На «Культпросвете» Михалок решил поставить точку на два — три года в выпуске альбомов, чтобы подкопить достойного материала для будущей пластинки.
Идея ролика «Буревестник» — Сергея Михалка; он также сыграл в клипе роль революционного поэта-футуриста Владимира Маяковского.
Также планировалось снять видеоклип на оригинальную версию песни «Болт». Алексеем Тереховым, совместно с Виталием Седруком и Александром Галушко, в Минске был снят «психоделический» материал на песню, но потом неожиданно выяснилось, что видеоряд по темпу не совпадает с песней, и в результате проект был «заморожен». А потом кому-то из группы пришла в голову мысль переделать песню. За помощью группа обратилась к рэперу Noize MC, который до этого сделал ремикс на песню «Капитал». Noize MC получил от группы аудиоряд, а от Терехова — видеоряд. Это помогло сделать динамичный ремикс на песню «Болт», который смог отлично «лечь» на видеоряд.

## Список композиций
| №                   | Название                              | Длительность |
| ------------------- | ------------------------------------- | ------------ |
| 1.                  | «Буревестник»                         | 2:33         |
| 2.                  | «Анархо-турист»                       | 2:19         |
| 3.                  | «Бесы»                                | 2:47         |
| 4.                  | «Мистер лох»                          | 4:39         |
| 5.                  | «Болт»                                | 3:18         |
| 6.                  | «Красный факел»                       | 2:53         |
| 7.                  | «Пульс эпохи»                         | 4:08         |
| 8.                  | «Зомби-роботы»                        | 1:59         |
| 9.                  | «Ружовыя акуляры» (рус. Розовые очки) | 3:17         |
| 10.                 | «Нигилист»                            | 2:19         |
| 11.                 | «Свежий ветер»                        | 3:21         |
| 12.                 | «Светлячки»                           | 1:23         |
| Общая длительность: | Общая длительность:                   | 35:02        |

| №   | Название             | Длительность |
| --- | -------------------- | ------------ |
| 13. | «Буревестник» (клип) |              |

## Участники
- Сергей Михалок — вокал, ритм-гитара, перкуссия
- Павел Булатников — вокал, перкуссия
- Руслан Владыко — гитара, аккордеон, клавиши
- Павел Кузюкович — труба, валторна, бэк-вокал
- Иван Галушко — тромбон, бэк-вокал
- Денис Стурченко — бас-гитара
- Александр Сторожук — барабаны